# Честни измамници: Обратно в играта
„Честни измамници: Обратно в играта“ (на английски: Leverage: Redemption) е американски екшън телевизионен сериал, който е продължение на „Честни измамници“. Първите осем епизода са излъчени премиерно по Freevee на 9 юли 2021 г., с допълнителните осем епизода, които са пуснати на 8 октомври 2021 г. През декември 2021 г. сериалът е подновен за втори сезон. Втория сезон на сериала се излъчва на 15 ноември 2022 г.

## Актьорски състав
- Джина Белман – Софи Деверо
- Крисчън Кейн – Елиът Спенсър
- Бет Рийсграф – Паркър
- Алейс Шанън – Бреана Кейси
- Ноа Уайли – Хари Уилсън

## Епизоди

### Сезон 1: 2021
| Номер       | Заглавие                      | Първо излъчване в САЩ | Първо излъчване в България |
| ----------- | ----------------------------- | --------------------- | -------------------------- |
| 1 (1 – 01)  | The Too Many Rembrandts Job   | 9 юли 2021 г.         | 16 януари 2023 г.          |
| 2 (1 – 02)  | The Panamanian Monkeys Job    | 9 юли 2021 г.         | 17 януари 2023 г.          |
| 3 (1 – 03)  | The Rollin' on the River Job  | 9 юли 2021 г.         | 18 януари 2023 г.          |
| 4 (1 – 04)  | The Tower Job                 | 9 юли 2021 г.         | 19 януари 2023 г.          |
| 5 (1 – 05)  | The Paranormal Hacktivity Job | 9 юли 2021 г.         | 20 януари 2023 г.          |
| 6 (1 – 06)  | The Card Game Job             | 9 юли 2021 г.         | 23 януари 2023 г.          |
| 7 (1 – 07)  | The Double-Edged Sword Job    | 9 юли 2021 г.         | 24 януари 2023 г.          |
| 8 (1 – 08)  | The Mastermind Job            | 9 юли 2021 г.         | 25 януари 2023 г.          |
| 9 (1 – 09)  | The Bucket Job                | 8 октомври 2021 г.    | 26 януари 2023 г.          |
| 10 (1 – 10) | The Unwellness Job            | 8 октомври 2021 г.    | 27 януари 2023 г.          |
| 11 (1 – 11) | The Jackal Job                | 8 октомври 2021 г.    | 30 януари 2023 г.          |
| 12 (1 – 12) | The Golf Job                  | 8 октомври 2021 г.    | 31 януари 2023 г.          |
| 13 (1 – 13) | The Hurricane Job             | 8 октомври 2021 г.    | 1 февруари 2023 г.         |
| 14 (1 – 14) | The Great Train Job           | 8 октомври 2021 г.    | 2 февруари 2023 г.         |
| 15 (1 – 15) | The Muddy Waters Job          | 8 октомври 2021 г.    | 3 февруари 2023 г.         |
| 16 (1 – 16) | The Harry Wilson Job          | 8 октомври 2021 г.    | 6 февруари 2023 г.         |

### Сезон 2: 2022 – 2023
| Номер       | Заглавие                     | Първо излъчване в САЩ | Първо излъчване в България |
| ----------- | ---------------------------- | --------------------- | -------------------------- |
| 17 (2 – 01) | The Debutante Job            | 15 ноември 2022 г.    | 7 февруари 2023 г.         |
| 18 (2 – 02) | The One Man's Trash Job      | 15 ноември 2022 г.    | 8 февруари 2023 г.         |
| 19 (2 – 03) | The Tournament Job           | 15 ноември 2022 г.    | 9 февруари 2023 г.         |
| 20 (2 – 04) | The Date Night Job           | 22 ноември 2022 г.    | 10 февруари 2023 г.        |
| 21 (2 – 05) | The Walk in the Woods Job    | 29 ноември 2022 г.    | 15 февруари 2023 г.        |
| 22 (2 – 06) | The Fractured Job            | 6 декември 2022 г.    | 16 февруари 2023 г.        |
| 23 (2 – 07) | The Big Rig Job              | 13 декември 2022 г.   | 2 март 2023 г.             |
| 24 (2 – 08) | The Turkish Prisoner Job     | 20 декември 2022 г.   | 6 март 2023 г.             |
| 25 (2 – 09) | The Pyramid Job              | 27 декември 2022 г.   | 7 март 2023 г.             |
| 26 (2 – 10) | The Work Study Job           | 3 януари 2023 г.      | 8 март 2023 г.             |
| 27 (2 – 11) | The Belly of the Beast Job   | 10 януари 2023 г.     | 9 март 2023 г.             |
| 28 (2 – 12) | The Museum Makeover Job      | 17 януари 2023 г.     | 10 март 2023 г.            |
| 29 (2 – 13) | The Crowning Achievement Job | 24 януари 2023 г.     | 13 март 2023 г.            |

## В България
В България сериалът започва излъчване по Нова телевизия на 16 януари 2023 г. с разписание всеки делник от 22:00. Първи сезон завършва на 6 февруари. На 7 февруари започва втори сезон. От 2 март се излъчва от 23:30. Втори сезон приключва на 13 март. Ролите се озвучават от артистите Нина Гавазова, Христина Ибришимова, Ася Братанова, Силви Стоицов, Александър Воронов и Христо Узунов.
Na 17 октомври 2023 г. започва повторно излъчване на първи сезон по Стар Крайм с разписание всеки делничен ден от 21:05. Дублажът е на студио Про Филмс. Ролите се озвучават от Нина Гавазова, Яница Маслинкова, Виктор Танев, Димитър Иванчев и Стефан Сърчаджиев-Съра. Режисьор на дублажа е Десислава Знаменова, а преводът е на Ивелина Иванова.